# Bathyarca pectunculoides
Bathyarca pectunculoides is een tweekleppigensoort uit de familie van de Arcidae. De wetenschappelijke naam van de soort is voor het eerst geldig gepubliceerd in 1835 door Scacchi.